# Parc Natural de la Sierra de Baza
El Parc Natural de la Sierra de Baza, està situat al sud-est de la província de Granada, al límit amb la província d'Almeria, en l'entorn semiàrid de la Hoya de Baza, caracteritzat per escasses precipitacions i de distribució irregular. Fou declarat espai natural protegit per la Ley 2/1989, del 18 de juliol, per la qual s'aprova l'inventario d'espais naturals protegits d'Andalusia i s'estableixen mesures addicionals per la seva protecció, comptant amb una extensió total de 53.649 ha, distribuïda entre els termes municipals de Baza, Dólar, Gor, Caniles i Valle del Zalabí.
A la serra hi ha més humitat i s'hi registren unes precipitacions sensiblement superiors a les precipitacions dels terrenys que l'envolten, fent d'aquest indret, com s'ha definit, una illa bioclimàtica, on es dona una gran riquesa i varietat botànica i de fauna, en la qual el paisatge, particularment modelat per l'home que ha viscut a la zona durant almenys els últims 7000 anys, constitueix un element fonamental i definidor, conferint a aquest espai la seva pròpia identitat com a territori.

## Flora
En el parc es poden trobar 1.500 espècies de plantes diferents, moltes d'elles endèmiques com Narcissus nevadesis, la genciana, que creix en prats humits molt localitzats, primaveres, etc. Encara que la “joia” de la Sierra de Baza és el pi roig. Els exemplars de Sierra de Baza i els de Sierra Nevada són els exemplars de boscos autòctons més meridionals de la península Ibèrica.
El microclima que es dona en aquest espai muntanyenc, permet que en aquest entorn muntanyenc, al costat de la vegetació esclerofil·la pròpia de la muntanya mediterrània, hi hagi una altra vegetació residual d'èpoques més humides, com passa amb els acers, uns caducifolis que podem trobar a les valls més humides de la zona calcària del parc.
Un dels paisatges més singulars i peculiars d'aquesta serra són els seus boscos de ribera que destaquen entre les immenses extensions de pinedes de reforestació, donant color i vida al paisatge. La vegetació natural d'aquestes arbredes forma part de l'ambient atlàntic i centreeuropeu, que està compost per flora eurosiberiana de caràcter caducifoli, i que en llocs amb clima típicament mediterrani, com la Sierra de Baza, està condicionat a la presència d'aigua abundant. De manera que boscos de ribera mediterranis constitueixen comunitats relíctiques o residuals d'aquells boscos caducifolis quaternària, immersos en un paisatge xerofític, de manera que constitueixen formacions vegetals intrazonals de singular valor ecològic, on destaca la presència de saücs i altres espècies de ribera com els àlbers, el trèmol amb les seves fulles vermelles característiques a la tardor i especialment els pollancres vers que arriben a aconseguir una gran mida en aquesta serra.

## Fauna
L'actual fauna de mamífers és la pròpia dels ecosistemes mediterranis. S'han catalogat un total de 37 espècies de mamífers, de les quals cal ressaltar el grup dels quiròpters, ja que suposen un nucli d'alta diversitat per aquest grup que compta amb onze espècies en aquest espai natural protegit catalogades fins al moment, en una llista que no està tancada: la ferradura grossa, el ratpenat de ferradura petit, el ratpenat de ferradura mediterrani, el ratpenat d'orelles dentades, el ratpenat de Natterer, el ratpenat de musell llarg, la ratapinyada pipistrel·la, la ratapinyada pipistrel·la nana, la ratapinyada muntanyenca, el ratpenat orellut meridional, el ratpenat de bosc i el ratpenat de cova de Schreibers.
Existeixen mamífers d'interès cinegètic com el conill, el cérvol i la llebre. La cabra salvatge ibèrica fou reintroduïda als anys vuitanta.
Les aus són un altre grup que està també ben representat en el parc, amb més de cent espècies, distribuïdes de la següent manera: sedentàries (63), d'estiu (29), d'hivern (8), de pas (4), i que constitueixen el catàleg d'aus presents en aquesta zona.